# Filip Titlbach
Filip Titlbach (* 25. července 1993 Sokolov) je český novinář, publicista a bývalý rozhlasový moderátor. Pracoval pro Český rozhlas, od roku 2019 je editorem Deníku N a připravuje zde zpravodajský podcast Studio N. Věnuje se politice, sociálním a menšinovým tématům.

## Život
Narodil se v západočeském Sokolově. Studoval na gymnáziu v Sokolově a následně žurnalistiku na Filozofické fakultě Univerzity Palackého v Olomouci; toto studium nedokončil.
Ještě během středoškolských studiích psal pro Sokolovský deník, kde v prosinci 2012 díky textu „Ředitel školy musel vysvětlovat okolnosti přednášky o komunismu“ získal spolu s Milanem Hlouškem mezinárodní novinářskou cenu pro regionální žurnalisty Visegrad Local Press Award v kategorii zaměřené na lokální politiku a instituce. V roce 2014 společně s dalšími studenty při Univerzitě Palackého v Olomouci založil nezávislé hudební rádio UP AIR. Později externě pracoval pro olomouckou redakci Mladá fronta DNES a regionální studio Českého rozhlasu Olomouc. V roce 2015 se umístil na 2. místě v Regionální novinářské ceně v kategorii rozhlas.
Od roku 2015 pracoval jako reportér v pražské redakci zpravodajství Českého rozhlasu. V únoru 2016 byl jedním z členů týmu rozhlasového přenosového vozu, na nějž zaútočili demonstranti při protiislámské demonstraci. Za reportáže o kontrolách pražských taxikářů v roce 2017 a o nalezených záznamech politického procesu s Rudolfem Slánským v roce 2018 byl oceněn Sdružením pro rozhlasovou tvorbu.
V únoru 2018 byl jedním ze signatářů prohlášení na podporu redaktora Janka Kroupy kritizovaného generálním ředitelem Českého rozhlasu René Zavoralem. V roce 2018 přešel do redakce Českého rozhlasu Radia Wave, kde připravoval publicistické příspěvky. V Českém rozhlase moderoval také pořad Kvér. V hodinovém rozhlasovém formátu dostávaly prostor témata, která se týkají queer a LGBT komunity, intimity, sexuality, ale rovněž vztahů a jejich proměn. Od dubna 2018 připravoval také publicistický magazín Přes čáru. (pořad původně vysílaný na stanici ČRo Plus pod názvem Za hranou převzalo Radio Wave v roce 2015). V roce 2019 zvítězil ve dvou kategoriích rozhlasové přehlídky Report za publicistický příspěvek o homofobii v České republice a za rozhovor s filozofkou Annou Hogenovou.
Od září roku 2019 pracuje v Deníku N jako editor, je autorem zpravodajských podcastů Studio N. Studio N získalo nominaci v kategorii Podcast roku 2020 a 2021 v anketě Křišťálová Lupa. V roce 2020 Titlbach také získal nominaci na Novinářskou cenu Nadace OSF v kategorii audiovizuální žurnalistiky za Nejlepší rozhovor, besedu nebo diskuzi.
Iniciativa Otevřená společnost mu v roce 2020 udělila druhé místo v anketě Genderman za jeho dlouhodobý přínos svými mediálními příspěvky, které upozorňují na sexismus. Rozebírá kriticky tyto činy také na sociálních sítích. V podcastech Deníku N se věnuje celé řadě genderových témat, včetně LGBT, sexuálního obtěžování, apod. Daří se mu vyvolávat potřebnou diskuzi.
V listopadu 2020 moderoval online diskuzi Proč (ne)mlčíme v rámci brněnské části 21. ročníku queer filmového festivalu Mezipatra. V únoru 2022 vydal knihu Byli jsme tu vždycky, složenou ze třinácti rozhovorů o queer současnosti. Otevřeně se hlásí ke své homosexuální orientaci.